# Nouveau Parti patriotique
Le Nouveau Parti patriotique (New Patriotic Party en anglais, abréviation NPP) est un parti politique ghanéen, membre de l'Union démocrate internationale. Il est devenu, avec le Congrès démocratique national, l'un des deux principaux partis du pays, avec une alternance au pouvoir depuis l'avènement du multipartisme en 1992.

## Historique
Il est considéré comme un des héritiers du United Gold Coast Convention (en), un parti créé avant l'indépendance, alors que le Ghana était encore une colonie africaine, la Côte-de-l'Or (en anglais : Gold Coast). Ce parti, positionné au centre-droit, est créé sous son nom de Nouveau Parti patriotique, en 1992, lorsque le multipartisme est rétabli au Ghana. Battu dans les urnes en 1992 et 1996, il ne parvient  à réunir les suffrages lui permettant d’accéder au pouvoir que huit ans plus tard, en 2000. John Kufuor devient ainsi président de la République, et est réélu dans cette fonction quatre ans plus tard, en 2004. 
Pour l'élection présidentielle de 2008,  John Kufuor ne peut se représenter une troisième fois. Le candidat du NPP devient Nana Akufo-Addo, ancien Procureur Général, et ancien ministre de la Justice et ancien ministre des Affaires étrangères de Kufuor. Le scrutin est serré, mais le NPP perd et se soumet à l'alternance politique souhaité par une majorité d'électeurs.
Le 24 juillet 2012, le président John Atta Mills, issu du parti traditionnellement opposé au NPP et vainqueur de l'élection de 2008, meurt. Le pouvoir est transmis au vice-président, John Dramani Mahama, et des élections sont convoquées. Il est confirmé à son poste par le scrutin de décembre 2012. Son mandat est perturbé par une croissance en berne et des scandales de corruption. En 2016, il perd l'élection présidentielle face au chef du NPP, Nana Akufo-Addo, qui bénéficie à nouveau d'une alternance politique au pouvoir.

## Résultats électoraux

### Élections présidentielles
| Année | Candidat          | Premier tour | Premier tour | Premier tour | Second tour        | Second tour        | Second tour        |
| Année | Candidat          | Voix         | %            | Rang         | Voix               | %                  | Rang               |
| ----- | ----------------- | ------------ | ------------ | ------------ | ------------------ | ------------------ | ------------------ |
| 1992  | Albert Adu Boahen | 1 204 764    | 30,29        | 2e           | Pas de second tour | Pas de second tour | Pas de second tour |
| 1996  | John Kufuor       | 2 834 878    | 39,67        | 2e           | Pas de second tour | Pas de second tour | Pas de second tour |
| 2000  | John Kufuor       | 3 131 739    | 48,17        | 1er          | 3 631 263          | 56,90              | 1er                |
| 2004  | John Kufuor       | 4 524 074    | 52,45        | 1er          | Pas de second tour | Pas de second tour | Pas de second tour |
| 2008  | Nana Akufo-Addo   | 4 159 439    | 49,13        | 1er          | 4 480 446          | 49,77              | 2e                 |
| 2012  | Nana Akufo-Addo   | 5 248 898    | 47,74        | 2e           | Pas de second tour | Pas de second tour | Pas de second tour |
| 2016  | Nana Akufo-Addo   | 5 716 026    | 53,85        | 1er          | Pas de second tour | Pas de second tour | Pas de second tour |
| 2020  | Nana Akufo-Addo   | 6 369 612    | 51,57        | 1er          | Pas de second tour | Pas de second tour | Pas de second tour |

### Élections législatives
| Élection | Votes     | %     | Sièges    | Résultat     |
| -------- | --------- | ----- | --------- | ------------ |
| 1996     | 2 346 791 | 33,78 | 61 / 200  | Opposition   |
| 2000     | 2 937 386 | 44,98 | 100 / 200 | Gouvernement |
| 2004     | 4 212 844 | 49,04 | 128 / 230 | Gouvernement |
| 2008     | 4 013 013 | 46,9  | 107 / 230 | Opposition   |
| 2012     | 5 248 862 | 47,51 | 122 / 275 | Opposition   |
| 2016     | 5 663 786 | 52,50 | 171 / 275 | Gouvernement |
| 2020     | 6 651 028 | 50,42 | 137 / 275 | Gouvernement |
| 2024     | 5 223 625 | 44,45 | 88 / 276  | Opposition   |